# Lista de herdeiros do trono japonês
Esta é uma lista de indivíduos que foram, em dado período de tempo, considerados os herdeiros ao trono do Império do Japão (1868–1947) e do Japão moderno (1947-presente), em caso de abdicação ou morte do monarca incumbente. Os herdeiros (presuntivos ou aparentes) que, de fato, sucederam ao monarca japonês são representados em negrito.
A lista inclui nobres a partir de 1867, quando foi estabelecido o Império do Japão e o sistema monárquico do país tal qual se mantém até os dias atuais. Apesar de ser a mais antiga monarquia ainda soberana no mundo, as atuais leis de sucessão japonesas foram estabelecidas durante a Restauração Meiji em 1868 e modificadas ou reformuladas ao longo do tempo desde então. Atualmente, o Japão é o único Estado monárquico cujo soberano é intitulado "Imperador". Em contrapartida, o herdeiro ao trono não recebe um título formal, sendo reverenciado comumente como "Príncipe Herdeiro".
A coroa japonesa é fundamentada na sucessão sálica, ou seja, o herdeiro ao Trono do Crisântemo deve ser o indivíduo de sexo masculino mais próximo do monarca incumbente. A medida foi estabelecida pela Lei Imperial de 1889, excluindo dinastias femininas da sucessão ao trono, e foi reafirmada pela Lei de Sucessão Imperial de 1947. Atualmente, o Japão é uma das únicas monarquias que possuem um herdeiro presuntivo, uma vez que o atual soberano não possui herdeiro masculino.

## Herdeiros ao trono japonês
| Herdeiro                    | Status              | Relacionamento com Monarca | Tornou-se herdeiro     | Tornou-se herdeiro        | Deixou de ser herdeiro | Deixou de ser herdeiro | Próximo sucessão Relação com herdeiro                | Monarca  |
| Herdeiro                    | Status              | Relacionamento com Monarca | Data                   | Razão                     | Data                   | Reason                 | Próximo sucessão Relação com herdeiro                | Monarca  |
| --------------------------- | ------------------- | -------------------------- | ---------------------- | ------------------------- | ---------------------- | ---------------------- | ---------------------------------------------------- | -------- |
| Yoshihito                   | herdeiro aparente   | Filho                      | 31 de agosto de 1887   | Nasceu                    | 30 de julho de 1912    | Tornou-se Imperador    | Hirohito Filho                                       | Meiji    |
| Hirohito                    | herdeiro aparente   | Filho                      | 30 de julho de 1912    | Pai tornou-se imperador   | 25 de dezembro de 1926 | Tornou-se Imperador    | Yasuhito, Príncipe Chichibu Irmão                    | Taishō   |
| Yasuhito, Príncipe Chichibu | Herdeiro presuntivo | Irmão                      | 25 de dezembro de 1926 | Irmão tornou Imperador    | 23 de dezembro de 1933 | Sobrinho nasceu        | Nobuhito, Príncipe Takamatsu Irmão                   | Hirohito |
| Akihito                     | herdeiro aparente   | Filho                      | 23 de dezembro de 1933 | Nasceu                    | 7 de janeiro de 1989   | Tornou-se Imperador    | Yasuhito, Príncipe Chichibu 1933–1935 Tio            | Hirohito |
| Akihito                     | herdeiro aparente   | Filho                      | 23 de dezembro de 1933 | Nasceu                    | 7 de janeiro de 1989   | Tornou-se Imperador    | Masahito, Príncipe Hitachi 1935–1960 Irmão mais novo | Hirohito |
| Akihito                     | herdeiro aparente   | Filho                      | 23 de dezembro de 1933 | Nasceu                    | 7 de janeiro de 1989   | Tornou-se Imperador    | Naruhito 1960–1989 Filho                             | Hirohito |
| Naruhito                    | Herdeiro aparente   | Filho                      | 7 de janeiro de 1989   | Pai tornou Imperador      | 1 de maio de 2019      | Tornou-se Imperador    | Fumihito, Príncipe Akishino Irmão mais novo          | Akihito  |
| Fumihito, Príncipe Akishino | Herdeiro presuntivo | Irmão mais novo            | 1 de maio de 2019      | Irmão tornou-se Imperador | Incumbente             | Incumbente             | Hisahito de Akishino Filho                           | Naruhito |

## Sucessão histórica
- Imperador do Japão
  -  Meiji (r. 1867-1912)
    -  Taishō (r. 1912-1926)
      -  Fushimi Sadanaru
      -  Shōwa (r. 1926-1989)
        -  Yasuhito, Príncipe Chichibu
        -  Nobuhito, Príncipe Takamatsu
        -  Akihito (r. 1989-2019)
          -  Yasuhito, Príncipe Chichibu
          -  Masahito, Príncipe Hitachi
          -  Naruhito (r. 2019-)